# Margites singularis
Margites singularis är en skalbaggsart som först beskrevs av Maurice Pic 1923.  Margites singularis ingår i släktet Margites och familjen långhorningar.
Artens utbredningsområde är Laos. Inga underarter finns listade i Catalogue of Life.